# Rusko-turška vojna (1877–1878)
Rusko-turška vojna (1877-1878) (rusko Русско-турецкая война (1877—1878), Rusko-tureckaja vojna (1877—1878), turško 93 Harbi, Vojna '93, imenovana po letu 1293 po islamskem koledarju, bolgarsko Руско–турска Освободителна война, Rusko-turska osvoboditelna vojna) je bila vojna med Osmanskim cesarstvom in koalicijo vzhodnoevropskih pravoslavnih držav (Romunija, Bolgarija, Srbija in Črna gora) pod vodstvom Ruskega carstva. Potekala je na Balkanu in Kavkazu in se začela z naraščanjem nacionalizmov na Balkanu v 19. stoletju. Med pomembne ruske vojne cilje so spadali ponovna osvojitev ozemelj, ki jih je izgubila v krimski vojni v letih 1853-1856, ponovna vzpostavitev oblasti nad Črnim morjem in podpora političnim gibanjem za osvoboditev balkanskih narodov od Osmanskega cesarstva. 
Koalicija pod ruskim vodstvom je v vojni zmagala in s pravočasno intervencijo zahodnih sil potisnila meje Osmanskega cesarstva do vrat Konstantinopla. 
Posledično je Rusiji uspelo dobiti Karsko in Batumsko oblast na Kavkazu in pokrajino Budžak v sedanji južni Besarabiji. Kneževine Romunija, Srbija in Črna gora, ki so bile že nekaj let suverene, so formalno razglasile neodvisnost od Osmanskega cesarstva. Po skoraj pet stoletjih osmanske prevlade (1386–1878) je s pomočjo in vojaškim posredovanjem Rusije nastala tudi samostojna bolgarska država Kneževina Bolgarija, ki je obsegala ozemlje med reko Donavo in balkanskimi gorami z izjemo severne Dobrudže, ki je pripadla Romuniji. Bolgarija je dobila tudi Sofijo, ki je postala prestolnica nove države. Berlinski kongres leta 1878 je Avstro-Ogrski dovolil zasesti Bosno in Hercegovino, Veliki Britaniji pa Ciper.
Dan podpisa Sanstefanskega mirovnega sporazuma (3. marec 1878) se v Bolgariji slavi kot Dan osvoboditve. V socialistični Bolgariji s praznik ni slavil.

## Prazgodovina konflikta

### Ravnanje s kristjani v Osmanskem cesarstvu
9. člen Pariškega mirovnega sporazuma iz leta 1856, sklenjenega ob koncu krimske vojne, je Osmansko cesarstvo obvezal, da kristjanom podeli enake pravice kot jih imajo muslimani. Osmanska vlada je pred podpisom sporazuma izdala Gülhanski odlok, s katerim je razglasila načelo enakosti muslimanov in nemuslimanov in izvedla nekaj reform. Med drugim je ukinila džizjo, davek, ki so ga plačevali samo nemuslimani, s čimer je hkrati dovolila, da nemuslimani vstopijo v turško vojsko.
Nekateri ključni vidiki statusa nemuslimamnov (dhimmi), vključno s tem, da njihovega pričanja proti muslimanom sodišča niso priznavala, so se kljub temu ohranili. Država je s tem zakonom muslimanom podelila učinkovito imuniteto za kazniva dejanja zoper kristjane. Čeprav so bili odnosi med skupnostmi na lokalni ravni pogosto dobri, je ta praksa spodbujala izkoriščanje. Zlorabe so bile najhujše v regijah s pretežno krščanskim prebivalstvom, kjer so lokalne oblasti pogosto odkrito podpirale zlorabe kot sredstvo za ohranjanje podrejenosti kristjanov.

### Kriza v Libanonu (1860)
Leta 1858 so se maronitski kmetje na pobudo duhovščine uprli svojim druškim zemljiškim gospodom in ustanovili kmečko republiko. V južnem Libanonu so maronitski kmetje, zaposleni pri druških zemljiških posestnikih, stopili na stran druzov, kar je sprožilo državljansko vojno. Četudi sta v vojni trpeli obe strani, so druzi pobili okoli 10.000 maronitov.
Osmanske oblasti so zaradi evropskih groženj z intervencijo vzpostavile red, francoska in britanska intervencija pa je kljub temu sledila. Sultan je pod nadaljnjim pritiskom Evrope popustil in v Libanonu imenoval krščanskega guvernerja, ki ga je predlagal sam, odobrile pa so ga evropske sile.
27. maja 1860 je skupina Maronitov napadla vas Druzov. Sledili so povračilni pokoli, vendar ne samo v Libanonu, ampak tudi v Siriji. Na obeh straneh je bilo ubitih 7.000 do 12.000 ljudi. Uničenih je bilo več kot 300 vasi, 500 cerkva, 40 samostanov in 30 šol. Krščanski napadi na muslimane v Bejrutu so spodbudili muslimane v Damasku, da so napadli tamkajšnjo krščansko manjšino in pobili od 5.000 do 25.000 ljudi. Med ubitimi sta bila tudi ameriški in nizozemski konzul, kar je dalo dogodku mednarodno dimenzijo. 
Osmanski minister za zunanje zadeve Mehmef Fuad Paša je prišel v Sirijo in rešil problem z usmrtitvijo krivcev, vključno z guvernerjem in drugimi funkcionarji. Po vzpostavitvi miru so se v Libanonu začele priprave za novo libanonsko avtonomijo in preprečitev evropske intervencije. Septembra 1860 je Francija kljub temu poslala v Libanon svoje vojne ladje. Britanija se je zaradi strahu, da bo Francija z enostransko intervencijo povečala svoj vpliv na britanski račun, tudi sama pridružila Francozom.

### Upor na Kreti (1866-1869)
Upor na Kreti, ki se je začel leta 1866, je bil posledica neuspeha Osmanskega cesarstva pri izvajanju reform za izboljšanje življenja prebivalstva in želje Krečanov po enozi - združitvi z Grčijo. Vstajniki so vzpostavili nadzor nad celotnim otokom, razen nad petimi utrjenimi mesti, kamor so se zatekli muslimani. Grški tisk je trdil, da so muslimani pobili Grke, in novica se je razširila po vsej Evropi. V Grčiji je bilo mobiliziranih na tisoče prostovoljcev in poslanih na Kreto.
Zlasti znano je postalo obleganje samostana Moni Arkadiou. Novembra 1866 je približno 23.000 kretskih grških borcev ter približno 600 žensk in otrok v samostanu oblegalo približno 23.000 večinoma kretskih muslimanov, ki so jih podprle čete redne osmanske vojske. Po krvavi bitki z velikim številom žrtev na obeh straneh so se kretski Grki končno predali, ko jim je zmanjkalo streliva, vendar so bili po predaji ubiti.
Na začetku leta 1869 je bil upor zatrt, vendar je Porta ponudila Grkom nekaj ugodnosti, vključno s samoupravo na otoku in povečanjem pravic otoških kristjanov. Četudi se je kretska kriza za Osmansko cesarstvo končala bolje kot katera koli druga diplomatska konfrontacija v 19. stoletju, je brutalnost, s katero je bila zatrta, obrnila pozornost javnosti v Evropi na zatiranje kristjanov v Osmanskem cesarstvu.
Majhna pozornost, ki so jo Angleži posvečali turškim zadevam, je občasno ustvarila nejasen, a ustaljen in splošen vtis, da sultani ne izpolnjujejo "slovesnega obljube ", ki so jih dali Evropi, da so razlogi turške vlade neizkorenljivi in da bi bila podpora Britanije v še eni krizi, kakršna je bila krimska vojna, popolnoma nemogoča.

### Spremembe ravnotežja sil v Evropi
Čeprav je Osmansko cesarstvo v krimski vojni zmagalo, sta njegova moč in ugled še naprej upadala. Finančna obremenitev državne zakladnice je osmansko vlado prisilila, da je najela vrsto tujih posojil po tako visokih obrestnih merah, da so jo kljub vsem fiskalnim reformam, ki so sledile, potisnile v neplačljive dolgove in gospodarske težave. Stanje je še poslabšala potreba po nastanitvi več kot 600.000 muslimanskih Čerkezov, ki so jih Rusi pregnali s Kavkaza v črnomorska pristanišča severne Anatolije ter balkanski pristanišči Konstanca in Varna. Begunska kriza je razen finančnih težav povzročila tudi veliko neredov.

#### Nova delitev Evrope
Sklepe Dunajskega kongresa po napoleonskih vojnah, s katerimi so leta 1815 začrtali nove meje Evrope, je prva zamajala vojna za Italijo med Francijo in Avstrijo. Popolnoma so zvodeneli po vojnah za združitev Nemčije, ko je Kraljevina Prusija pod vodstvom kanclerja Ota von Bismarcka leta 1866 premagala Avstrijo in leta 1870 Francijo in nadomestila Avstro-Ogrsko kot prevladujočo silo v Srednji Evropi. Britanija, ki jo je pestilo vprašanje Irske in na vojskovanje ni bila pripravljena, se je odločila, da se ne bo več vmešavala v vzpostavljanje novega evropskega ravnovesja. Bismarck ni želel, da bi razpad Osmanskega cesarstva ustvaril rivalstvo, ki bi lahko privedlo do vojne, zato je sprejel predlog ruskega carja, naj se dogovorijo za primer, če bi Osmansko cesarstvo razpadlo. Nemčija, Rusija in Avstrija naj bi sklenile zvezo treh cesarjev, medtem ko bi Francija ostala izolirana.
Francija se je na to odzvala s podpiranjem gibanj za samoodločbo, zlasti če so bila povezana s tremi cesarji in sultanom. Spodbujala je upore na Poljskem proti Rusiji in nacionalne težnje na Balkanu. Rusija si je prizadevala povrniti svojo pravico do flote na Črnem morju in se s Francozi potegovala za pridobitev vpliva na Balkanu z uporabo nove panslovanske ideje, da bi morali biti vsi Slovani združeni pod ruskim vodstvom. To je bilo mogoče ustvariti le z uničenjem dveh imperijev, Habsburškega in Osmanskega, v katerih je živela večina neruskih Slovanov. Ambicije in rivalstvo Rusov in Francozov na Balkanu so se pojavile predvsem v Srbiji, ki je doživljala svoj nacionalni preporod in imela ambicije, ki so bile delno v nasprotju z načrti velikih sil.

#### Rusija po krimski vojni
Za Rusijo se je krimska vojna končala z minimalnimi izgubami ozemlje, a je bila prisiljena uničiti svojo Črnomorsko floto in sevastopolske utrdbe. Prizadet je bil tudi njen mednarodni ugled in maščevanje za poraz v krimski vojni je postalo glavni cilj ruske zunanje politike. Izvedba ni bila lahka, ker je Pariški mirovni sporazum vključeval jamstva za ozemeljsko celovitost Osmanskega cesarstva. Garanti so bili Velika Britanija, Francija in Avstrija, zato je bila ruskim načrtom naklonjena samo Prusija.
Novoimenovani ruski kancler Aleksander Gorčakov je bil odvisen od zavezništva s Prusijo in njenim kanclerjem Bismarckom. Rusija je Prusijo dosledno podpirala v vojnah z Dansko (1864), Avstrijo (1866) in Francijo (1870). Marca 1871 je Rusija s hudim francoskim porazom in podporo hvaležne Nemčije dosegla mednarodno priznanje odpovedi 11. člena Pariškega mirovnega sporazuma, kar ji je omogočilo oživitev Črnomorske flote.
Ostale klavzule Pariškega mirovnega sporazuma so ostale v veljavi, zlasti 8. člen z garancijami osmanske ozemeljske celovitosti s strani Velike Britanije, Francije in Avstrije. Rusija je bila zato v odnosih z Osmanskim cesarstvom izredno previdna in je vsa svoja dejanja usklajevala z drugimi evropskimi silami. Ruska vojna z Osmanskim cesarstvom bi zahtevala vsaj tiho podporo vseh drugih velikih sil, zato je ruska diplomacija čakala na primeren trenutek.

## Balkanska kriza (1875-1876)
Stanje osmanske uprave na Balkanu se je v 19. stoletju še naprej slabšalo. Centralna vlada je občasno izgubila nadzor nad celimi provincami. Reforme, ki so jih izsilile evropske sile, so samo malo izboljšale razmere krščanskega prebivalstva, hkrati pa so uspele nezadovoljiti znaten del muslimanskega prebivalstva. Lokalno muslimansko prebivalstvo v Bosni in Hercegovini je trpelo v vsaj dveh valovih uporov, najkasnejšem leta 1850.
Avstrija se je po pretresih v prvi polovici 19. stoletja konsolidirala in si prizadevala ponovno oživiti svojo staro politiko širitve na račun Osmanskega cesarstva. Nominalno avtonomni, dejansko pa neodvisni kneževini Srbija in Črna gora, sta se poskušali razširiti tudi v regije, kjer so živeli njihovi rojaki. Nacionalistična in iredentistična čustva so bila močna, dodatno pa jih je spodbujala Rusija s svojimi agenti. Huda suša v Anatoliji leta 1873 in poplave leta 1874 so povzročila lakoto in splošno nezadovoljstvo v središču Osmanskega cesarstva. Pomanjkanje kmetijskih pridelkov je onemogočalo pobiranje še kako potrebnih davkov, kar je osmansko vlado prisililo, da je oktobra 1875 razglasila bankrot in povečala davke v oddaljenih pokrajinah, vključno z Balkanom.

### Upor Albancev
Franklin Parker trdi, da so se albanskim gorjanom zamerili novi davki in nabor in so se zato v naslednji vojni borili proti Osmanom.

### Upori na Balkanu

#### Upor v Hercegovini (1875-1878)
Upor proti osmanskim oblastem se je začel v Hercegovini julija 1875. Avgusta so uporniki obvladovali celo Hercegovino in upor se je začel širiti v Bosno. Podpirali sta ga Srbija in Črna gora in prisilili Osmansko cesarstvo, da je tja pošiljalo vedno več vojaških enot, da bi upor zatrlo.

#### Upor v Bolgariji
Upor v Bosni in Hercegovini je spodbudil k uporu bolgarske vstajnike s sedežem v Bukarešti. Leta 1875 so izkoristili osmanske težave in na hitro pripravili bolgarsko vstajo, ki je še pred začetkom zamrla. Spomladi 1876 je v južnih in osrednjih bolgarskih pokrajinah izbruhnila nova vstaja, čeprav so bile v teh delih Bolgarije številne čete redne turške vojske.
Za zatiranje vstaje je bil ustanovljen poseben vojaški svet, ki je proti upornikom poslal redno vojsko (nisam) in pomožne enote (redif ali bašibozuk). Spopadi so trajali od 11. maja do 9. junija 1876. Neredne enote so bile sestavljene predvsem iz muslimanskih prebivalcev Bolgarije, številnih Čerkezov, ki so po krimski vojni migrirali s Kavkaza, in celo iz islamiziranih Bolgarov. Osmanska vojska je upor zatrla in pobila okoli 30.000 ljudi. Usmrtili so 5.000-7.000 vaščanov Bataka in večino prebivalcev Bataka in Peruštice, ki je sodelovala v uporu.  Veliko krivcev za poboje je Vrhovno poveljstvo osmanske vojske kasneje odlikovalo. Sodobni zgodovinarji ocenjujejo, da je bilo ubitih 30.000-100.000 ljudi.
- Konstantin Makovski: Bolgarski mučenci, slika, ki prikazuje grozodejstva bašibuzukov v Bolgariji
- Vasilij Vereščagin: Dva jastreba, bašibozuka, ujetnika bolgarske in ruske vojske
- Bašibozuki, ki se vračajo z vojnim plenom z romunske obale Donave (gravura, 1877)

### Mednarodni odziv na grozote v Bolgariji
Opisi grozot bašibozukov so prodrle v svet preko študentov ameriškega Robertovega kolidža v Konstantinoplu. Večina študentov je bilo Bolgarov, ki so od doma dobili novice o dogodkih. Zahodni diplomatski zbor v Konstantinoplu so preplavile novice, ki so se sčasoma znašle v zahodnih časopisih. Protestantski misijonar George Warren Wood, ki je leta 1879 v Konstantinoplu poročal, da so turške oblasti v Amasiji kruto preganjale krščanske armenske begunce iz Sokum Kaleha, je preko britanskega diplomata Edwarda Maletoma na to opozoril Visoko porto in nato britanskega zunanjega ministra Roberta Gascoyne-Cecila (markiza Salisburyjskega). V Veliki Britaniji, kjer se je Disraelijeva vlada zavzemala za podporo Osmanom v takratni balkanski krizi, je liberalni opozicijski časnik Daily News najel ameriškega novinarja Januariusa A. MacGahana, da o zgodbah o pokolih poroča iz prve roke.
MacGahan je obiskal prizadete bolgarske pokrajine in njegova poročila na naslovnicah Daily Newsa so obrnila britansko javno mnenje proti Disraelijevi proosmanski politiki. Septembra je opozicijski voditelj William Gladstone objavil svoj članek Bolgarske grozote in vprašanje Vzhoda, v katerem je pozval Veliko Britanijo, naj umakne podporo Turčiji, in predlagal, naj Evropa zahteva neodvisnost Bolgarije ter Bosne in Hercegovine. Ko so podrobnosti o dogajanjih postale znane po vsej Evropi, so številni veljaki, med njimi Charles Darwin, Oscar Wilde, Victor Hugo in Giuseppe Garibaldi, javno obsodili osmanske zlorabe v Bolgariji.
Na dogodke se je najmočneje odzvala Rusija. Njena naklonjenost bolgarski stvari je privedla do tako velikega domoljubja, da je bilo primerljiv s tistim med domovinsko vojno 1812. Do jeseni 1875 je gibanje za podporo bolgarski vstaji vključevalo vse sloje ruske družbe. Podporo so spremljale ostre javne razprave o ruskih ciljih v tem konfliktu. Slovanofili, vključno z Dostojevskim, so v bližajoči se vojni videli priložnost, da se pod ruskim krmilom združijo vsi pravoslavni narodi in tako izpolnijo tisto, kar so imeli za zgodovinsko poslanstvo Rusije. Njihovi zahodno usmerjeni nasprotniki, ki jih je navdihnil Turgenjev, so zanikali pomen religije in verjeli, da ruski cilji ne bi smeli biti obramba pravoslavja, temveč osvoboditev Bolgarije.

### Srbsko-turška vojna in diplomatska manevriranja
30. junija 1876 je Srbija, ki ji je sledila Črna gora, napovedala vojno Osmanskemu cesarstvu. Slabo pripravljena in slabo opremljena srbska vojska, ki so ji pomagali ruski prostovoljci, julija in avgusta ni dosegla želenih ciljev, a ji je uspelo odbiti osmansko ofenzivo na Srbijo. Medtem sta se ruski car Aleksander II. in knez Gorčakov v gradu Reichstadt na Češkem srečala z avstro-ogrskim cesarjem Francem Jožefom I. in grofom Andrássyjem. Pisni dogovor ni bil sklenjen, toda med razpravami se je Rusija strinjala, da bo podprla avstrijsko zasedbo Bosne in Hercegovine, Avstro-Ogrska pa je v zameno privolila v vrnitev južne Besarabije, ki jo je Rusija izgubila med krimsko vojno, in rusko aneksijo pristanišča Batum na vzhodni obali Črnega morja. Bolgarija naj bi postala avtonomna, po ruskih zapisih neodvisna država.
Med nadaljevanjem bojev v Bosni in Hercegovini je Srbija doživela vrsto neuspehov in prosila evropske sile, naj posredujejo za prenehanje vojne. Skupni ultimat evropskih sil je Porto prisilil, da je s Srbijo sklenila dvomesečno premirje in začela mirovna pogajanja. Turške mirovne pogoje so evropske sile zavrnile kot prestroge. V začetku oktobra je turška vojska po izteku premirja nadaljevala ofenzivo in srbski položaj je hitro postal neznosen. Rusija je 31. oktobra izdala ultimat, s katerim je moralo Osmansko cesarstvo ustaviti sovražnosti in v 48 urah podpisati novo premirje s Srbijo. K pritisku je nekaj prispevala delna mobilizacija ruske vojske (do 20 divizij). Sultan je sprejel pogoje ultimata.
Za razrešitev krize so 11. decembra 1876 v Carigradu odprli Carigrajsko konferenco velikih sil, na katero Turki niso bili povabljeni. Na konferenci je bila dogovorjena kompromisna rešitev, s katero so Bolgariji in Bosni in Hercegovini podelili avtonomijo pod skupnim nadzorom evropskih sil. Osmani niso nameravali žrtvovati svoje neodvisnosti z dovoljenjem mednarodnim predstavnikom za nadzor nad izvajanjem reform in so poskušali diskreditirati konferenco. 23. decembra, na dan, ko se je konferenca končala, so najavili sprejem ustave, s katero so zagotovili enake pravice vseh verskih manjšin v cesarstvu. Osmansko cesarstvo je s tem manevrom poskušalo ugovarjati sklepom Carigrajske konference. Ko so ga velike sile zavrnile, je Osmansko cesarstvo objavilo svojo odločitev, da ne bo upoštevalo sklepov konference.
15. januarja 1877 sta Rusija in Avstro-Ogrska podpisali soglasje, s katerim sta potrdili sklepe Reichstadtskega sporazuma, podpisanega julija 1876. Soglasje je Rusiji zagotovilo dobrovoljno nevtralnost Avstro-Ogrske v preteči vojni. Soglasje je pomenilo, da se bo v morebitni vojni vojskovala Rusija, Avstro-Ogrska pa bi izkoristila vse njene dosežke. Rusija si je zato na vse načine prizadevala za mirno poravnavo. Ko je Rusija dosegla dogovor s svojim glavnim tekmecem s protiosmanskimi nagnjenji na Balkanu, in s simpatijami, ki so se po Evropi razširile zaradi bolgarskih grozodejstev in zavrnitve carigradskih sporazumov, je Rusija končno dobila proste roke, da po lastni presoji napove vojno Osmanskemu cesarstvu.

### Začetni premiki
Rusija je 24. aprila 1877 napovedala vojno Osmanskemu cesarstvu in njene čete so čez novozgrajeni Eifflov most pri Ungheniju na reki Prut vstopile v Romunijo. 12. aprila 1877 so Romuni ruski vojski dovolili prehod preko svojega ozemlja za napad na Turke, kar je posledično sprožilo turško topniško obstreljevanje romunskih mest na Donavi. 10. maja 1877 je Kneževina Romunija, ki je bila formalno podrejena turški vladi, razglasila svojo neodvisnost.
Na začetku vojne njen izid še zdaleč ni bil očiten. Rusi bi lahko na Balkan poslali večjo vojsko, saj so imeli na razpolago približno 300.000 vojakov. Turki so imeli na Balkanskem polotoku približno 200.000 vojakov. Od tega je bilo približno 100.000 vojakov v posadkah trdnjav, približno 100.000 pa je bilo mobilnih. Turki so imeli prednost, da so bili utrjeni, da so popolnoma obvladovali Črno morje in patruljirali ob reki Donavi. Imeli so tudi vrhunsko orožje, vključno z novimi puškami britanske in ameriške izdelave ter topove nemške proizvodnje.
Turki so tokrat izbrali pasivno obrambo in strateško pobudo prepustili Rusom. Slednji so po nekaj napakah našli zmagovalno strategijo. Osmansko vojaško poveljstvo v Carigradu je slabo predvidelo ruske namene in menilo, da so Rusi preleni, da bi korakali ob Donavi in jo prečkali daleč od delte, in bodo izbrali krajšo pot ob obali Črnega morja. Poveljstvo ni upoštevalo, da je ravno ob obali Črnega morja več močnih, dobro opremljenih in oskrbovanih turških trdnjav. V notranjosti je bila ob Donavi samo ena dobro opremljena trdnjava, vidinska Baba Vida, ki je imela posadko samo zato, ker so se tam nastanile čete Osman Paše, ki so sodelovale v nedavnem zatiranju upora v Srbiji.
Ruska kampanja je bila bolje načrtovana, vendar je bila v veliki meri odvisna od turške pasivnosti. Ključna ruska napaka je bila, da so na samem začetku v Bolgarijo poslali premalo vojakov. Junija je Donavo prečkalo samo 185.000 vojakov, kar je bilo malo manj od skupnega števila turških vojakov na Balkanu (okoli 200.000). Po zastojih v juliju pri Plevenu in Stari Zagori je rusko vojaško poveljstvo ugotovilo, da nima rezerv za nadaljevanje ofenzive, in prešlo v obrambo. Rusi do konca avgusta sploh niso imeli dovolj sil, da bi Pleven blokirali, kar je celotno kampanjo zavleklo za približno dva meseca.

### Balkansko bojišče
Rusija in Romunija sta na začetku vojne uničili vsa plovila na Donavi in minirali reko, da osmanska rečna mornarica ni mogla ovirati ruske vojske pri prečenju Donave. Osmansko poveljstvo ni pravilno ocenilo pomena ruskih operacij. Junija je majhna ruska enota prečkala Donavo v Galați blizu rečne delte in se odpravila proti Rušuku (sedanje Ruse). Ruski premik je Osmane še bolj prepričal, da bo glavnina ruske vojske napadla prav tukaj.
25.–26. maja je romunska vojna ladja z mešano romunsko-rusko posadko na Donavi napadla osmanski monitor in ga potopila. Rusi pod poveljstvom generalmajorja Mihaila Ivanoviča Dragomirova so v noči med 27. in 28. junijem 1877 čez Donavo pri Švistovu zgradili pontonski most in po krajši bitki, v kateri so imeli 812 mrtvih in ranjenih, zavarovali mostišče in pregnali osmansko pehotno brigado, ki je branila Svištov. Ruska vojska se je nato razdelila na tri dele: vzhodno krilo pod poveljstvom carjeviča Aleksandra Aleksandroviča, kasnejšega carja Aleksandra III., je imela nalogo osvojiti trdnjavo Ručuk in braniti levo krilo ruske vojske. Zahodno krilo je imelo nalogo osvojiti trdnjavo Nikopol in braniti desno krilo ruske vojske. Glavnina vojske pod poveljstvom grofa Josipa Vladimiroviča Gurka je imela v načrtu hiter pohod proti Velikem Trnovu in od tam prodreti preko Stare planine, največje ovire med Donavo in Carigradom.
Osmansko vrhovno poveljstvo v Carigradu je v odgovor na ruski prehod Donave ukazalo Osman Nuri Paši, naj s pohodom vzhodno od Vidina zasede trdnjavo Nikopol zahodno od ruskega prehoda preko Donave. Na poti proti Nikopolu je Osman Paša izvedel, da so Rusi že zavzeli trdnjavo in se je zato obrnil proti križišču, ki je danes znano kot Pleven, in ga z vojsko približno 15.000 mož 19. julija zasedel. Približno 9.000 Rusov pod poveljstvom generala Schilder-Schuldnerja je prišla do Plevna zgodaj zjutraj naslednjega dne in ga začela oblegati.
Osman Paša je z organizirano obrambo odbil dva ruska napada z ogromnimi žrtvami na ruski strani. Po obeh napadih sta bili vojski približno enako močni, vendar je bila ruska zelo malodušna. Protinapad bi Osmanom verjetno omogočil osvojitev in uničenje ruskega mostu, vendar se Osman Paša zanj ni odločil, ker je imel ukaz, naj ostane v utrjenem Plevnu.
Rusi za neposreden napad na Plevno niso imeli dovolj vojakov, zato so se odločili za obleganje in prosili Romune, naj jim pridejo na pomoč. 9. avgusta je Sulejman Paša poskusil priti na pomoč Osman Paši s 30.000 vojaki, vendar so ga pri prelazu Šipka ustavili Bolgari. Po treh dneh bojev je bolgarskim prostovoljcem prišla na pomoč ruska vojska pod poveljstvom generala Fjodorja Radeckega in prisilila turške sile k umiku. Kmalu zatem so romunske sile prečkale Donavo in se pridružile oblegovalcem Plevna. 16. avgusta je poveljevanje prevzel romunski knez Carola I. ob pomoči ruskega generala Pavla Dmitrijeviča Zotova in romunskega generala Alexandruja Cernata.
Osmansko cesarstvo je imelo okoli Plevna več trdnjav, ki so jih Rusi in Romuni postopoma osvojili. Romunska 4. divizija generala Gheorgheja Manuja je po štirih krvavih napadih osvojila utrdbo Grivica in jo obdržala do samega konca oblegana Plevna. Obleganje Plevna, ki je trajalo od julija do decembra 1877, se je spremenilo v zmago šele potem, ko so ruske in romunske sile prekinile vse oskrbovalne poti do oblegancev. Osman-paša je zaradi pomanjkanja zalog poskusil prebiti rusko blokado v smeri proti Opancu. Osmani so ponoči 9. decembra prečkali reko Vit, vrgli v zrak vse mostove in na širini 3,2 km prebili prvo vrsto ruskih jarkov. Sledila je bitka mož na moža. Rusi so zaradi velike premoči pet proti ena odbili osmanski napad in pregnali nasprotnika nazaj čez Vit. Osman-paša je bil ranjen v nogo zaradi zablodele krogle, ki je pod njim ubila njegovega konja. Osmani se morali na koncu vrniti v oblegano mesto. V bitki je padlo 5000 njihovih mož in 2000 Rusov. Osman Paša je naslednji dan predal mesto, posadko in svoj meč romunskemu polkovniku Mihailu Cerchezu. Z njim so ravnali častno, na begu pred ujetništvom pa je v snegu umrlo več tisoč njegovih vojakov.
Na tej točki je Srbija, ki je končno dobila rusko denarno pomoč, znova napovedala vojno Osmanskemu cesarstvu. Tokrat je bilo v srbski vojski veliko manj ruskih častnikov, vendar so to več kot nadoknadile izkušnje iz vojne 1876–1877. Pod nominalnim poveljstvom kneza Milana Obrenovića (dejansko poveljstvo je bilo v rokah generala Koste Protića, načelnika štaba srbske vojske) je srbska vojska začela ofenzivo v današnji vzhodni južni Srbiji. Načrtovana ofenziva na osmanski sandžak Novi Pazar je bila prekinjena zaradi močnega diplomatskega pritiska Avstro-Ogrske, ki je želela preprečiti stik Srbije in Črne gore, ker je sama načrtovala širjenje svojega vpliva na to območje. Osmani, ki jih je bilo veliko manj kot pred dvema letoma, so se večinoma omejili na pasivno obrambo utrjenih položajev. Do konca sovražnosti so Srbi zajeli Ak-Palanko (danes Bela Palanka), Pirot, Niš in Vranje.
Rusom pod feldmaršalom Josipom Vladimirovičem Gourkom je uspelo zavzeti prelaze na Stari Planini, ki so bili ključnega pomena za nadaljnje premike. Sledilo je več bitk za prelaz Šipka. Gourko je večkrat napadel prelaz in ga na koncu zavaroval. Osmanske čete so si zelo prizadevale, da bi ponovno zavzele to pomembno pot in jo uporabile za okrepitev Osman Paše v Plevenu, vendar niso uspele. Gourko je v zadnji ofenzivi zdrobil osmansko vojsko na prelazu. Osmanska ofenziva na prelaz Šipka velja za eno največjih napak vojne, saj so bili drugi prelazi čez Staro planino skoraj nezavarovani. V tem času je ogromno osmanskih vojakov ostalo v trdnjavah ob obali Črnega morja in sodelovalo v zelo malo operacijah.
Ruska vojska je pozimi prečkala Staro planino čez visoke zasnežene prelaze. Vodili in pomagali so ji Bolgari. Osmanska vojska tega ni pričakovala. Rusi so v bitki pri Taškesenu premagali Osmane in osvojili Sofijo, kar jim je odprlo pot za hiter prodor skozi Plovdiv in Edirne do Carigrada.
Romunija je v vojni mobilizirala 130.000 mož in jih 10.000 izgubila. V vojni se je vojskovalo tudi več kot 12.000 bolgarskih prostovoljcev (Opalhenje) in enot hajdukov, ki so se borili na ruski strani.

### Kavkaško bojišče
Ruski kavkaški korpus je bil nameščen v Gruziji in Armeniji. Imel je približno 50.000 mož in 202 topa. Poveljeval mu je veliki vojvoda Mihael Nikolajevič, guverner Kavkaza. Nasprotnikova vojska pod poveljstvom Ahmed Muhtar Paše je štela 100.000 mož. 
Ruska vojska je bila bolje pripravljena na boje v regiji, vendar je na nekaterih področjih tehnološko zaostajala. Osmanska vojska jo je presegala na primer v vrhunskem težkem topništvu, ki ga je Osmanskemu cesarstvu dobavil nemški Krupp.
Ruski vojski je poveljevala četverica armenskih komandantov: generali Mihail Loris-Melikov, Aršak Ter-Gukasov (Ter-Gukasov/Ter-Gukasjan), Ivan Lazarev in Bejbut Šelkovnikov. Osmansko ozemlje so prve napadle enote generalporočnika Ter-Gukasova in 27. aprila 1877 osvojile mesto Bajazid (zdaj Doğubayazıt).
Ruska vojska je izkoristila Ter-Gukasovovo zmago in 17. maja zavzela pokrajino Ardahan. Ruske enote so v zadnjem tednu maja oblegale mesto Kars, vendar so osmanske okrepitve prebile blokado in prisilile Ruse na umik. Po prihodu okrepitev je general Ivan Davidovič Lazarev novembra 1877 ponovno napadel Kars, osvojil južne utrdbe, ki so branile dostop do mesta, in 18. novembra sam Kars. 19. februarja 1878 so Rusi po dolgotrajnem obleganju zavzeli strateško utrjeno mesto Erzurum. Po vojni so ga morali vrniti Osmanskemu cesarstvu, pridobili pa so regije Batum, Ardahan, Kars, Olti in Sarikamiš ter jih združili v Karsko oblast.

### Upor Kurdov
Po koncu rusko-turške vojne se je začel upor Kurdov. Vodila sta ga brata Husein in Osman Paša. Upor je zajel celo pokrajino Bohtan in trajal devet mesecev.

## Medvojna bolgarska civilna vlada
Potem ko je bolgarsko ozemlje osvobodila carska ruska vojska, je na njem sprva vladala začasna ruska uprava, ustanovljena aprila 1877. Berlinski sporazum, sklenjen leta 1878, je predvidel prenehanje začasne ruske uprave maja 1879, ko sta bili ustanovljeni Kneževina Bolgarija in Vzhodna Rumelija. Glavni cilji začasne ruske uprave so bili zagotoviti mir in red ter pripraviti se na oživitev bolgarske države.

## Posledice

### Intervencija velikih sil
Rusija je 31. januarja 1878 pod pritiskom Velike Britanije sprejela premirje, ki ga je ponudilo Osmansko cesarstvo, vendar se je njena vojska še naprej pomikala proti Carigradu. Britanci so v Carigrad poslali floto bojnih ladij, ki naj bi zastrašila Ruse in preprečila njihov vstop v mesto. Ruske sile so se ustavile pri San Stefanu (Yeşilköy). Rusija je 3. marca 1878 podpisala Sanstefanski mirovni sporazum, s katerim je Osmansko cesarstvo priznalo neodvisnost Romunije, Srbije in Črne gore ter avtonomijo Bolgarije.
Velike sile, vznemirjene zaradi razširitve ruskega vpliva na Balkan, so kasneje na Berlinskem kongresu prisilile Ruse k spremembi Sanstefanskega sporazuma. Glavna sprememba je bila v tem, da so Bolgarijo razdelili v skladu s prejšnjimi dogovori med velikimi silami, ki so preprečevali ustanovitev nove velike slovanske države. Severni in vzhodni del Bolgarije naj bi postala kneževini Bolgarija in Vzhodna Rumelija in imeli vsaka svojega guvernerja. Makedonska regija, ki naj bi po Sanstefanskem sporazumu postala del Bolgarije, naj bi se vrnila pod neposredno osmansko upravo.
Presenetljive posledice je vojna pustila v Ogrski, ki je bila del Avstro-Ogrske monarhije. Madžari so kljub spominom na strašen poraz, ki so da doživeli v bitki z Osmani pri Mohaču leta 1526, postali zelo protiruski. V medijih so na sier miren način, vendar aktivno podpirali Osmansko cesarstvo, čeprav je avstroogrska zunanja politika uradno ostala nevtralna.

### Vpliv vojne na bolgarsko muslimansko in krščansko prebivalstvo
Število muslimanskih civilnih žrtev vojne je pogosto ocenjeno na več deset tisoč. Storilci teh pobojev so pogosto sporni. Ameriški zgodovinar Justin McCarthy trdi, da so jih izvajali ruski vojaki, kozaki ter bolgarski prostovoljci in vaščani, čeprav je bilo v bitkah samih malo civilnih žrtev, medtem ko James J. Reid trdi, da so bili za tokove beguncev bistveno odgovorni Čerkezi, in celo osmanska vojska. Po mnenju Johna Josepha so ruske čete pogosto pobile muslimanske kmete, da ne bi motili njihove oskrbe in premikov. Bitko pri Harmanliju so spremljali tudi povračilni ukrepi nad muslimanskimi neborci: ruska vojska je napadla in pobila veliko skupino meščanov in zaplenila njihovo premoženje. Dopisnik Daily Newsa se opisuje kot očividca požiga štirih ali petih turških vasi kot odgovor na streljanje vaščanov na ruske vojake.
Richard C. Frucht ocenjuje, da je po vojni v Bolgariji ostala le polovica (700.000) predvojnega muslimanskega prebivalstva. 216.000 jih je umrlo, preostali pa so emigrirali. Douglas Arthur Howard ocenjuje, da je do leta 1879 izginila polovica od 1,5 milijona muslimanov predvojne Bolgarije, večinoma Turkov. 200.000 jih je umrlo, ostali so postali trajni begunci na osmanskih ozemljih.  Številke so sporne, ker je po eni od ocen skupno število prebivalcev Bolgarije v njenih povojnih mejah leta 1871 znašalo približno 2,8 milijona, medtem ko je bilo po uradnih popisih prebivalstva leta 1880/1881 v državi skupaj 2,823 milijona prebivalcev. Iz teh podatkov je razvidno, da so omenjene ocene od 218.000 do 2,8 milijona žrtev in beguncev zelo vprašljive.
Med spopadi je bilo uničenih veliko muslimanskih zgradb in kulturnih centrov. Med požigom mošeje v Velikem Trnovem je bila uničena velika knjižnica starih turških knjig. Uničena je bila tudi večina mošej v Sofiji, od tega sedem v eni sami noči decembra 1878, ko je nevihta prikrila hrup eksplozij, ki so jih podtaknili ruski vojaški inženirci.
Zelo je trpelo tudi krščansko prebivalstvo, zlasti na začetku vojne tisti, ki so se znašli na poteh premikov osmanske vojske.
Največji je bil poboj bolgarskih civilistov po julijski bitki pri Stari Zagori, v kateri so se morale Gurkove sile umakniti nazaj na prelaz Šipka. Po bitki so vojaki Sulejman Paše požgali in izropali mesto Stara Zagora, ki je bila takrat eno največjih mest na bolgarskem ozemlju. Število masakriranih krščanskih civilistov med bitko je ocenjeno na 15.000. Sile Sulejman-paše so tudi v celi dolini reke Marice vzpostavile režim terorja, ki se je kazal v obešanju vseh Bolgarov, ki so kakor koli pomagali Rusom. Uničene so bile tudi cele vasi, ki Rusom niso pomagale, njihovi vaščani pa so bili pobiti.
Posledica terorja je bil beg okoli 100.000 Bolgarov na sever na ozemlja, ki so jih okupirali Rusi. Ko je Gurko uspel streti odpor osmanske vojske na prelazih zahodnega Balkana, je osmanska osmanska vojska načrtovala požig Sofije. Požig so preprečili italijanski konzul Vito Positano, francoski vicekonzul Léandre François René le Gay in avstro-ogrski vicekonzul, ki so uspeli prepričati Osmane, da zapustijo Sofijo. Po njihovem umiku je Positano celo organiziral oborožene oddelke za zaščito prebivalstva pred maroderji, dezerterji iz osmanske vojske, bašibozuki in Čerkezi.
Bolgarski zgodovinarji trdijo, da je bilo med vojno ubitih 30.000 civilistov, od tega dve tretjini v Stari Zagori in njeni okolici.

### Vpliv na bolgarsko judovsko prebovalstvo
Številne judovske skupnosti so se z umikom Osmanov, ki so jih ščitili, skupaj z njimi umaknile v Osmansko cesarstvo. Bulletins de l'Alliance Israélite Universelle je poročal, da so našle zatočišče v osmanski prestolnici Carigrad.

### Internacionalizacija armenskega vprašanja
Zaključek rusko-turške vojne je sprožil tudi internacionalizacijo armenskega vprašanja. Mnogo Armencev v vzhodnih provincah Osmanskega cesarstva (Turška Armenija) je pozdravilo Ruse kot svoje osvoboditelje. Zaradi nasilja in nestabilnosti, ki so jih med vojno proti Armencem povzročale kurdske in čerkeške bande, je mnogo Armencev gledalo na Ruse kot na najvišje jamstvo njihove varnosti. Januarja 1878 se je carigrajski armenski patriarh Nerses II. Varjabedian obrnil na rusko vodstvo, da bi dobil zagotovila, da bodo Rusi v bodočo mirovno pogodbo vnesli določbe za samoupravo v armenskih provincah. Četudi 16. člen Sanstefanskega sporazuma ni bil povsem ekspliciten, je vseeno določal:
Ker bi evakuacija ruskih vojakov z ozemlja, ki ga zasedajo v Armeniji in naj bi bila vrnjena Osmanskemu cesarstvu, lahko povzročila konflikte in zaplete, ki bi škodovali vzdrževanju dobrih odnosov med državama, se Visoko porto zavezuje, da brez nadaljnjega odlašanja vpliva na izboljšave in reforme, ki jih zahtevajo lokalne potrebe v provincah, v katerih živijo Armenci, in zagotovi njihovo varnost pred Kurdi in Čerkezi.
Velika Britanija je nasprotovala temu, da bi Rusija zadržala toliko osmanskega ozemlja, zato jo ke prisilila v nova pogajanja s sklicem kongresa v Berlinu junija 1878. Armenska delegacija pod vodstvom prelata Mkrtiča Hrimiana je odpotovala v Berlin, kjer je predstavila težave Armencev, vendar je bila na veliko žalost izpuščena iz pogajanj. 16. člen Sanstefanskega sporazuma je bil na Berlinskem kongresu spremenjen in oskubljen. Iz njega so bile izbrisane vse omemba ruskih sil, ki so ostale v provincah. V končnem besedilu Berlinskega sporazuma je bil 16. člen spremenjen v 61. člen, ki se je glasil:
Visoka porta se obvezuje, da bo brez nadaljnjega odlašanja izvedla izboljšave in reforme, ki jih zahtevajo lokalne potrebe v provincah, v katerih živijo Armenci, in jim bo zagotovila varnost pred Čerkezi in Kurdi. Občasno bo preko organov, ki bodo nadzirali njihovo izvajanje, prejemala poročila in ustrezno ukrepala.
Izkazalo se je, da reform ni bilo. Hrimian se je vrnil v Carigrad in imel slavni govor, v katerem je mirovno konferenco primerjal z "velikim kotlom obare svoboščin", iz katerega so velike države zajemale z "železnimi zajemalkami", medtem ko je armenska delegacija imela na razpolago "papirnato". "Ah, dragi Armenci", je rekel Hrimian, "če bi hotel iz kotla zajeti s svojo papirnato zajemalko, bi ostala v njem. Kjer govorijo puške in se svetijo sablje, kakšen pomen imajo prošnje in pritožbe?" Glede na to, da za stiske armenske skupnosti ni bilo občutnih izboljšav, so številni armenski intelektualci, ki so živeli v Evropi in Rusiji, v osemdesetih in devetdesetih letih 19. stoletja ustanovili politične stranke in revolucionarne združbe, da bi zagotovili boljše pogoje za svoje rojake v osmanski Armeniji in drugih delih Osmanskega cesarstva.

## Grozodejstva in etnična čiščenja
Obe strani sta med vojno izvajali poboje in politiko etničnega čiščenja.

### Proti Turkom
Januarja 1878 so napredujoče ruske in bolgarske sile začele izvajati grozodejstva nad muslimanskim prebivalstvom v regiji. V pokolu v Harmanliju je bilo ubitih več kot 2.000 muslimanov. Britanska poročila iz tistega časa vsebujejo podrobne podatke o grozodejstvih in pobojih. Po teh poročilih je bilo v vasi İssovi Bâlâ do tal požgano 96 od 170 hiš in šola. Pobiti so bili prebivalci vasi Yukarı Sofular, 12 od 130 hiš v vasi, mošeja in šola pa so bili požgani. V Kozluči je bilo ubitih 18 Turkov. Poboji muslimanskih prebivalcev so se zgodili tudi v Kazanlaku. V vasi Muflis je skupina ruskih in bolgarskih vojakov zajela 127 muslimanskih prebivalcev. Dvajsetim je uspelo pobegniti, ostali pa so bili pobiti. Po osmanskih virih je bilo ubitih 400 ljudi iz Muflisa in 11 prebivalcev Keçidereja.
Mnogo vasi na območju Karsa je med vojno izropala ruska vojska. Zaradi vojne na Kavkazu se je veliko muslimanov preselilo v preostale osmanske pokrajine. Večina beguncev je bila revna in slabo oskrbljena. Med letoma 1878 in 1881 je v Osmansko cesarstvo migriralo tudi 82.000 muslimanov iz dežel na Kavkazu, ki jih je po vojni dobila Rusija.
Ocene o celotnih izgubah v rusko-turški vojni so zelo različne. Dennis Hupchik in Justin McCarthy trdita, da je bilo v vojni na turški strani 260.000 mrtvih in 500.000 beguncev. Turški zgodovinar Kemal Karpat trdi, da je zaradi lakote, bolezni in pokolov umrlo 250.000–300.000 ljudi oziroma okoli 17% nekdanje muslimanske populacije v Bolgariji, 1 do 1,5 milijona muslimanov pa je bilo prisiljenih na begunstvo. Podobne številke kot Karpat navaja tudi turški avtor Nedim İpek. Drugi viri navajajo, da je bilo ubitih 400.000 Turkov, 1.000.000 pa jih je med vojno emigriralo.

### Proti Albancem
Izgon Albancev leta 1877-1878 se je dogajal predvsem na ozemljih, ki so bila po vojni leta 1878 vključena v Kneževino Srbijo in Kneževino Črno goro. Izgon je bil del širšega načrta izgona muslimanov z Balkana med ozemeljskom krčenjem Osmanskega cesarstva.
Pred vojno med Črno goro in Osmanskim cesarstvom je veliko Albancev živelo v Sandžaku Skader (albansko İşkodra). Po izbruhu vojne sta se Črnogorcem žilavo upirala Podgorica in Spuž, zato je osvojitvi obeh mest sledil izgon Albancev in slovanskih muslimanov v Skader.
Pred izbruhom vojne med Srbijo in Osmanskim cesarstvom je v Niškem sandžaku živelo nekaj urbanziranih Turkov, nekateri so bili albanskega porekla, in albanskih kmetov. Albansko prebivalstvo se je na napad Srbov odzvalo z odporom ali begom v bližnje hribe in osmansko Kosovo. Srbi so večino Albancev izgnali. Nekaj Albancev je ostalo v dolini Jablanica, kjer živio še danes. Srbi iz Laba so se že na začetku sovražnosti odselili v Srbijo, v njihove vasi pa so se leta 1878 naselili Albanci. Albanski begunci so se naselili tudi ob severovzhodni osmansko-srbski meji in v več kot 30 naseljih v osrednjem in jugovzhodnem Kosovu.
Osmanske oblasti so imele velike težave z nastanitvijo beguncev in so iz maščevanja napadale lokalno srbsko prebivalstvo. Selitve bi po današnjih kriterijih lahko šteli za etnično čiščenje, ker žrtve niso bili vojaki, ampak civilisti. Dogodki iz tega obdobja še vedno generirajo napetosti med obema narodoma.

### Proti Bolgarom
Osmanska vojska je med vojno izvedla številne poboje bolgarskih civilistov, med katerimi je bil največji v Stari Zagori. Osmanska vojska Sulejmana Paše, sestavljena pretežno iz 48.000 albanskih vojakov, je pobila 18.000 bolgarskih civilistov.

## Trajne posledice

### Mednarodni Rdeči križ in Gibanje rdečega polmeseca
Vojna je povzročila delitev simbolov Mednarodnega rdečega križa na rdeč križ in rdeč polmecec, ki se je ohranila do danes. Tako Rusija sta podpisali Prvo ženevsko konvencijo iz leta 1864, ki je za svoj simbol izbrala obrnjeno zastavo nevtralne Švice. Z rdečim križem se je označevalo medicinsko osebje in medicinske ustanove. Med rusko-turško vojno križ za muslimane ni bil sprejemljiv, ker jih je spominjal na križarske vojne, zato so namesto njega izbrali rdeč polmesec. Simbol je kasneje postal simbol Gibanja rdečega polmeseca v večini islamskih držav. Uradno so ga potrdili z Ženevsko konvencijo leta 1929 in sedanjo različico leta 1949.
Iran, ki je mejil na Rusko in Osmanskemu cesarstvs in ju imel za tekmeca, je rdeči polmesec štel za osmanski simbol, ker je bil enak obrnjeni zastavi Osmanskega cesarstva brez zvezde (in sodobne turške države). Iran je zato namesto križa in polmeseca za svoj simbol izbral tradicionalnega rdečega leva in sonce. Po iranski revoluciji leta 1979 je Iran prešel na rdeči polmesec, vendar Ženevske konvencije kot zaščitni simbol še naprej priznavajo rdečega leva in sonce.

## Vojna v sodobni kulturi
Roman Jalaleddin, ki ga je leta 1878 objavil armenski romanopisec Raffi, opisuje kurdske poboje Armencev v vzhodnem Osmanskem cesarstvu med rusko-turško vojno. Roman opisuje potovanje mladeniča po gorah Anatolije. Zgodovinski opisi v romanu se ujemajo s podatki takratnih britanskih virih.
Roman Lutka z izvirnim poljskim naslovom Lalka, ki ga je v letih 1887-1889 napisal Boleslaw Prus, opisuje bogatenje, ki ga je vojna omogočila ruskim trgovcem, ki so živeli v Rusiji in razdeljeni Poljski. Glavni protagonist romana pomaga svojemu ruskemu prijatelju, multimilijonarju, ki si je ustvaril bogastvo z oskrbovanjem ruske vojske v letih 1877–1878. Roman opisuje trgovanje v politično nestabilnem okolju in njegove dvoumne vplive na rusko in poljsko družbo.
Leta 1912 je bil posnet nemi film Independența României (Neodvisnost Romunije), ki prikazuje vojno v Romuniji.
Ruski pisev Boris Akunin je vojno izbral za prizorišče svojega romana Turški gambit (rusko Турецкий гамбит, 1998).

### Videi
130 let osvoboditve Plevna
- Zelenogorsky, Najden (3. marec 2007), Mayor of Pleven (speech), arhivirano iz prvotnega spletišča (video) dne 25. oktobra 2007, pridobljeno 30. aprila 2007.
- Stanishev, Sergej (3. marec 2007), Bulgarian Prime Minister (speech), arhivirano iz prvotnega spletišča (video) dne 25. oktobra 2007, pridobljeno 30. aprila 2007.
- Potapov (3. marec 2007), Ambassador of Russia in Bulgaria (speech), arhivirano iz prvotnega spletišča (video) dne 24. oktobra 2007, pridobljeno 30. aprila 2007.